# Vrhovina (Garčin)
Vrhovina is een plaats in de gemeente Garčin in de Kroatische provincie Brod-Posavina. De plaats telt 302 inwoners (2001).